# Mesylgroep

Algemene formule van een mesylaatester

structuurformule van het mesylaat-anion

Mesylaat is de triviale naam voor methaansulfonaat, waarmee een ester of zout van methaansulfonzuur wordt aangeduid. Zouten bevatten het mesylaat-anion CH3SO3−. Mesylaatesters hebben de algemene structuur CH3SO2O-R, waarbij R een organische rest is. Mesylaat is een goede leaving group in nucleofiele substitutiereacties.
Bij farmaceutische stoffen die zo een groep of anion bevatten, gebruikt men de spelling mesilaat in de International Nonproprietary Name (INN), bijvoorbeeld imatinib mesilaat voor het methaansulfonzure zout van imatinib.
Mesylaatesters kan men bereiden door de reactie van methaansulfonylchloride met een alcohol in aanwezigheid van een base (doorgaans triethylamine, in combinatie met 4-dimethylaminopyridine als nucleofiele katalysator):